# Tore Haugvaldstad
Tore Haugvaldstad (15 febbraio 1960) è un ex calciatore norvegese, di ruolo portiere.

## Carriera

### Club
Haugvaldstad cominciò la carriera al Viking, venendo aggregato restandovi in forza fino al 1979. Nel 1980, passò al Bryne con la formula del prestito, per poi tornare al Viking l'anno successivo. Nel 1985, si trasferì al Vidar con la medesima formula. Dal 1986 al 1989, giocò ancora al Viking. Dal 1994 al 1995, fu al Bryne.

### Nazionale
Haugvaldstad conta 12 presenze per la Norvegia under 21. Esordì il 19 settembre 1978, nella sconfitta per 4-0 contro il Belgio under 21.